# 示威

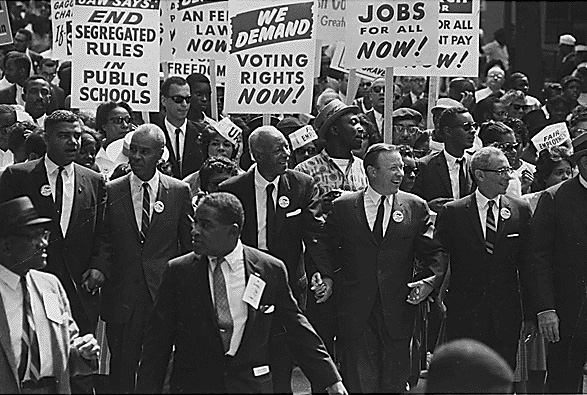
1963年8月28日的美國人權運動示威，前領人士由華盛頓紀念碑出發，前往林肯紀念堂。

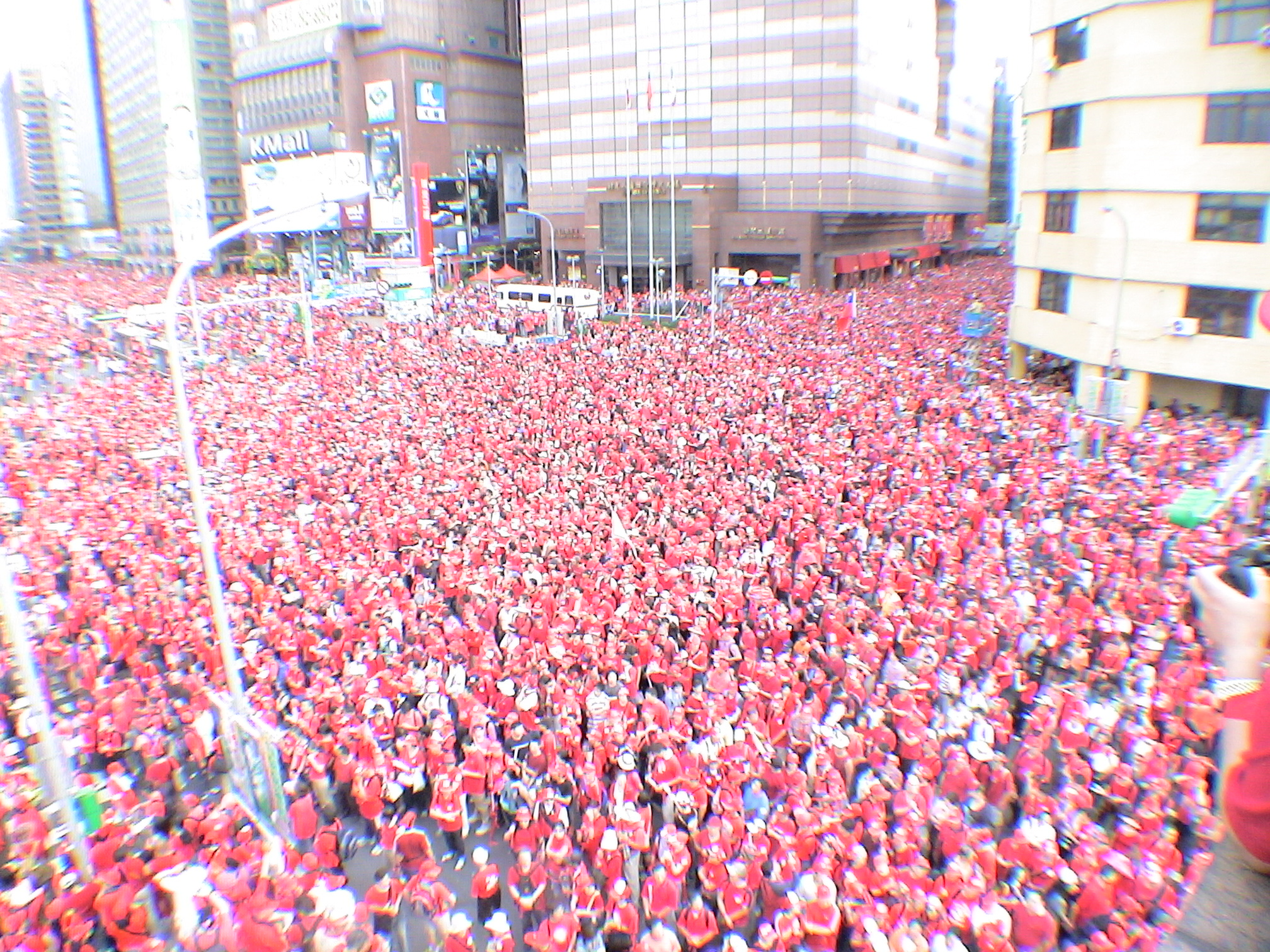
2006年中華民國國慶日，台灣反對執政黨的民眾發動天下圍攻，要求陳水扁總統下台，圖為倒扁紅衫軍聚集台北市街頭。

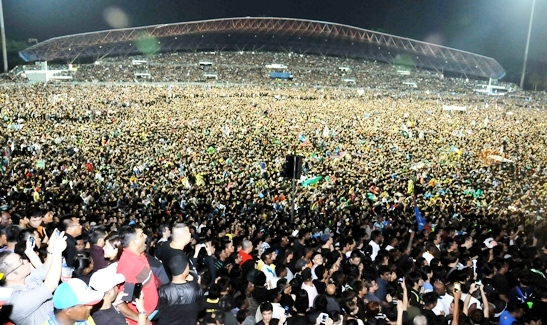
2013年5月8日，超過12万人聚集在馬來西亞雪蘭莪州格拉納再也體育館舉行示威，抗議第十三屆馬來西亞全國大選不公，質疑纳吉·阿都拉萨领导的執政黨國民陣線在選舉中舞弊。

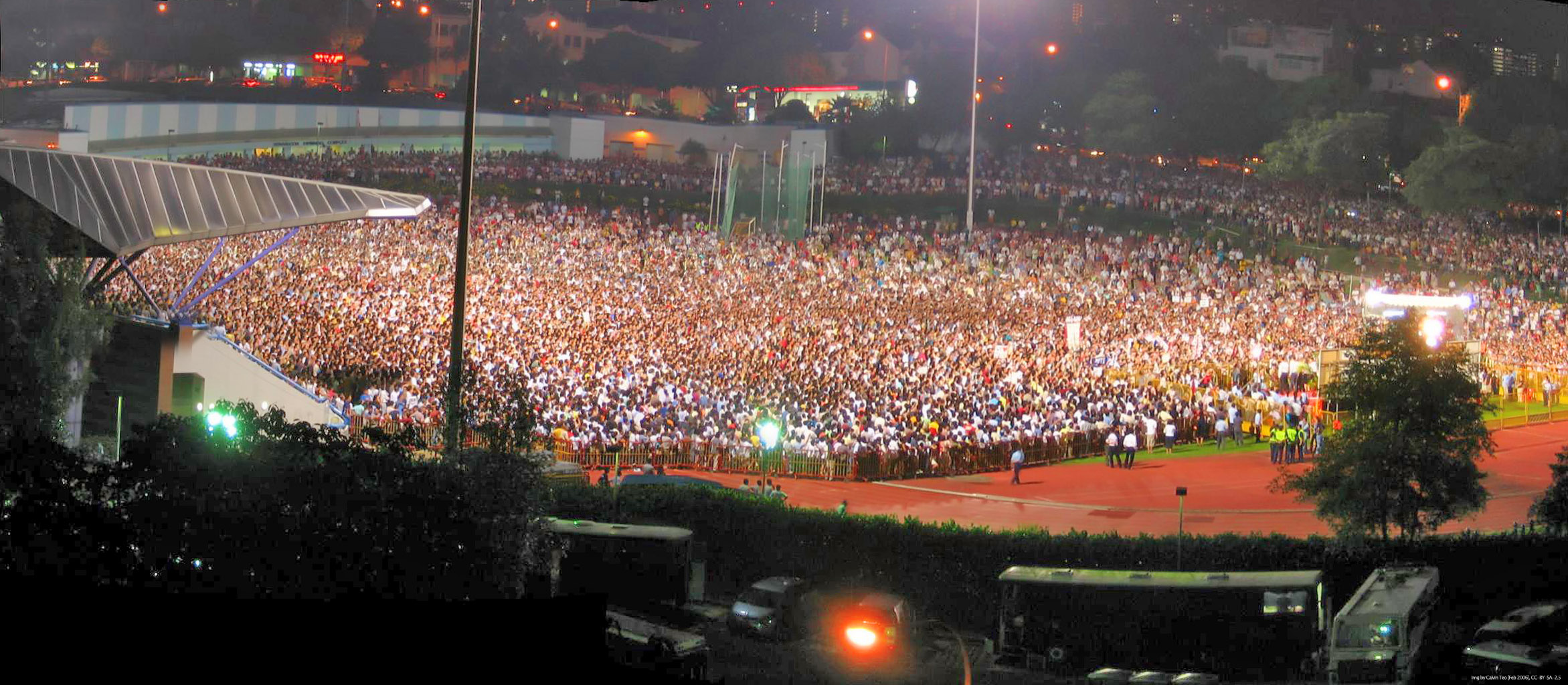
數千名新加坡工人黨支持者集會。

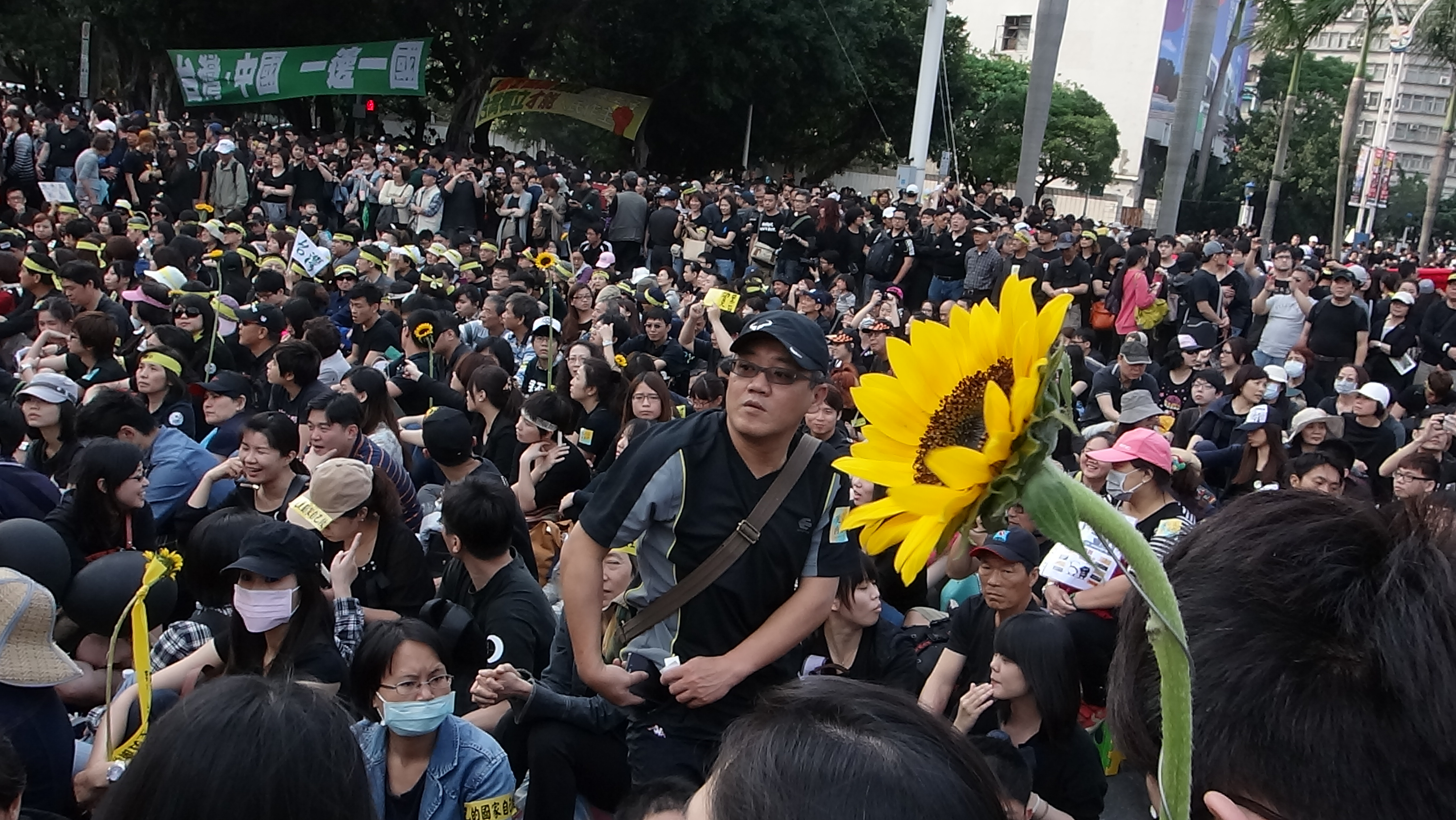
2014年太陽花學運示威遊行，抗議國民黨控制的立法院強行通過兩岸服貿協議。

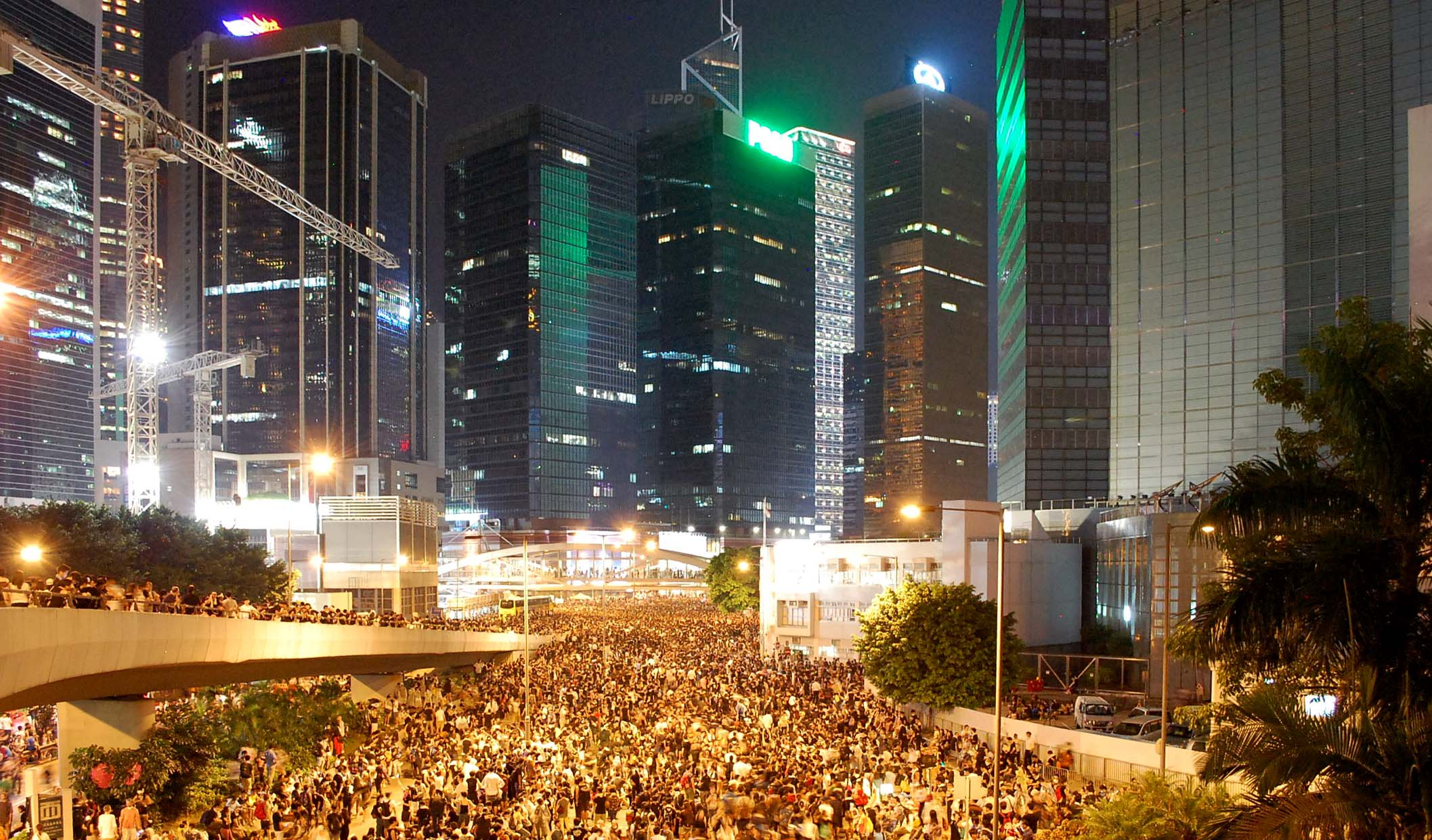
2014年雨傘運動示威，抗議全國人大常委會8月31日通過的2017年普選決議。

示威活動，也称为政治集会（英語：Political demonstration）是一群人共同表達意見的展現，是激進主義的一種類型，通常採取一干人集結在同一地方的形式。因為有一群人為了同一意見而集結，他們所主張的意見也因此顯得有重要性。不同国家对示威的定义不同，如《中华人民共和国集会游行示威法》对示威的定义为“指在露天公共场所或者公共道路上以集会、游行、静坐等方式，表达要求、抗议或者支持、声援等共同意愿的活动”。
示威可以用來表示對一公共議題的觀點（不論是正面或負面的），尤其是和社會不公及人民疾苦有關的議題。一場示威活動若參與的人越多，通常被認為是越成功的。示威活動所關注的通常是政治、經濟和社會等議題。

## 類型
示威活動有很多種類型，主要包含有：
- 遊行示威，一群人從一處走至另一處。
- 集會，人們集合在一處聽講。如燭光集會。
- 糾察，在維持秩序人員的帶領下，人們繞行一個地區。
- 靜坐示威，示威者坐在一個區域，有時有定一固定時間，有時則沒有期限，直到他們認為議題被重視了，或許被以任何方式要求離開。激進的靜坐者有時會同時絕食。

示威活動一般都是公開在進行的，但不公開的示威也是有可能的，特別是示威者想影響的對象是一小群或特定的人士。

## 時間與地點
有時，示威所選的時間和地點是有著歷史或文化上的重要性的，例如和示威主題相關事件的紀念日。
地點的選定也常是因於和議題有某些關聯，例如，當一場示威的議題和外國有關時，示威場所便有可能選在和這一國家有關的地點，如在其大使館前。

## 和平和暴力
有秩序的示威可以和平地進行，但無論是否有組織的示威，亦有機會演變成衝突，原因可以是控制群眾的一方（常為警察）或示威群眾當中引起，亦有可能為第三方引發。
和平而有組織的遊行示威可以完滿收場，如果中途沒有引發成衝突的觸發點，加上有負責糾察的人員控制人群，群眾最終是可以和平散去的。
部份的示威活動和抗爭有可能會轉變成失控的暴亂或群眾暴力，這通常發生於缺乏組織的示威或抗爭，如一場球賽完畢，一方球迷可能不滿支持的球隊輸掉而鬧事，最終引發騷亂。失控的民眾可能會如無辜的車輛、商家、行人甚至負責控制騷亂的警察，如情況失控而無法控制場面，警察和軍隊通常會使用非致命性武器如電擊棒、橡膠子彈、胡椒噴霧或催淚彈等來對抗陷入此狀態的群眾們。較大範圍的暴亂可稱之為動亂或暴動。
有時暴亂是由警方試圖先發制人所引起的。警察和人民之間的衝突稱為警民衝突。

## 示威者
示威者是參與示威的成員，包括發起人、中途加入的人群、及紀律安保糾察。而採訪記者、旁觀者不計算為示威者。

## 示威可能的結果
- 當局道歉及政府首長辭職
- 當局武力清場
- 示威和平解散
- 若示威持續或衝突升級可能會進入無政府狀態或最終因失控而演變成暴動、甚至革命

## 相關
- 公民抗命
- 燭光集會
- 公民权利及政治权利国际公约
- 示威活動
- 天下围攻
- 反对逃犯条例修订草案运动